# نايل واتسون
نايل واتسون (بالإنجليزية: Niall Watson)‏ هو لاعب كرة قدم بريطاني، ولد في 15 يونيو 2000 في ليفربول في المملكة المتحدة. لعب مع نادي أكرينغتون ستانلي.

## وصلات خارجية
- نايل واتسون على موقع قاعدة بيانات كرة القدم.إي يو (الإنجليزية)
- نايل واتسون على موقع Soccerbase.com (لاعب) (الإنجليزية)
- نايل واتسون على موقع Soccerway.com (الإنجليزية)